# Dichiarazione di Potsdam
La Dichiarazione di Potsdam o Proclamazione dei termini per la resa giapponese (da non confondere con gli Accordi di Potsdam) è stato un documento firmato il 26 luglio 1945 dal Presidente statunitense Harry S. Truman, dal Primo Ministro britannico Winston Churchill e dal Presidente del governo nazionale della Repubblica di Cina Chiang Kai-shek nel quale si esponevano le condizioni per la resa giapponese che erano state decise nella Conferenza di Potsdam. Il testo della dichiarazione terminava dicendo che se il Giappone non si fosse arreso sarebbe andato incontro a una "rapida e totale distruzione".

## Il testo
Il testo della Dichiarazione di Potsdam è il seguente:
2. Le enormi forze di terra, mare e aria degli Stati Uniti d'America, dell'Impero britannico e della Cina, ampiamente rinforzate dalle loro armate e flotte aeree provenienti dall'ovest, sono pronte a infliggere i colpi finali al Giappone. Questa potenza militare è sostenuta e ispirata dalla determinazione di tutte le Nazioni Alleate a proseguire la guerra contro il Giappone finché esso non cessi di resistere.
3. Il risultato della vana e insensata resistenza tedesca alla potenza dei popoli liberi della Terra dovrebbe essere un esempio di terribile chiarezza per il popolo del Giappone. Le forze che stanno ora convergendo sul Giappone sono incommensurabilmente maggiori di quelle che, dirette contro la resistenza nazista, hanno necessariamente sconvolto le terre, le industrie e le vite di tutto il popolo tedesco. Il pieno uso della nostra potenza militare, sospinta dalla nostra risolutezza, significherà un'inevitabile e completa distruzione delle forze armate giapponesi e inevitabilmente la totale devastazione della patria giapponese.
4. Per il Giappone è giunto il tempo di decidere se continuare a essere controllato da quei caparbi consiglieri militaristi i cui stupidi calcoli hanno portato l'Impero del Giappone sulla soglia dell'annientamento, o se seguire la via della ragione.
5. Qui di seguito sono le nostre condizioni. Non devieremo da esse. Non ci sono alternative. Non sopporteremo ritardi.
6. Deve essere eliminata per sempre l'autorità e l'influenza di quelli che hanno ingannato e fuorviato il popolo del Giappone conducendolo alla conquista del mondo, poiché siamo certi che non sarà possibile un nuovo ordine di pace, sicurezza e giustizia finché non sarà eliminato dal mondo il militarismo irresponsabile.
7. Finché tale nuovo ordine non sarà stabilito e fino a che non ci sarà la prova che la potenza militare del Giappone è distrutta, saranno occupati dei punti nel territorio giapponese scelti dagli Alleati per assicurare il conseguimento degli obiettivi qui esposti.
8. Le condizioni della Dichiarazione del Cairo saranno rispettate e la sovranità giapponese sarà limitata alle isole di Honshu, Hokkaido, Kyushu, Shikoku e altre isole minori come da noi determinato.
9. Le forze militari giapponesi, dopo essere state completamente disarmate, saranno libere di tornare alle proprie case con l'opportunità di trascorrere vite pacifiche e laboriose.
10. Non intendiamo che i giapponesi siano asserviti come razza o distrutti come nazione, ma sarà applicata una severa giustizia ai criminali di guerra, inclusi coloro che sono stati crudeli con i nostri prigionieri. Il governo giapponese rimuoverà tutti gli ostacoli al rifiorire e al rafforzarsi delle tendenze democratiche nel popolo giapponese. Dovranno essere assicurati libertà di parola, di religione e di pensiero, così come il rispetto dei diritti fondamentali dell'uomo.
11. Al Giappone sarà permesso di mantenere le industrie atte a sostenere la sua economia e gli sarà permessa la riparazione di quelle dello stesso tipo, ma non di quelle che lo renderebbero in grado di riarmarsi per la guerra. A questo fine gli sarà accordato l'accesso alle materie prime, ma non il loro controllo. Sarà consentita la futura partecipazione giapponese al commercio mondiale.
12. Le forze di occupazione degli Alleati saranno ritirate dal Giappone appena questi obiettivi saranno stati raggiunti e si sarà stabilito in accordo con la volontà liberamente espressa del popolo giapponese un governo pacifico e responsabile.
13. Noi facciamo appello al governo del Giappone affinché proclami immediatamente la resa incondizionata di tutte le forze armate giapponesi e fornisca adeguate garanzie della loro buona fede in tale azione. L'alternativa per il Giappone è la rapida e totale distruzione.»